# Психопомп

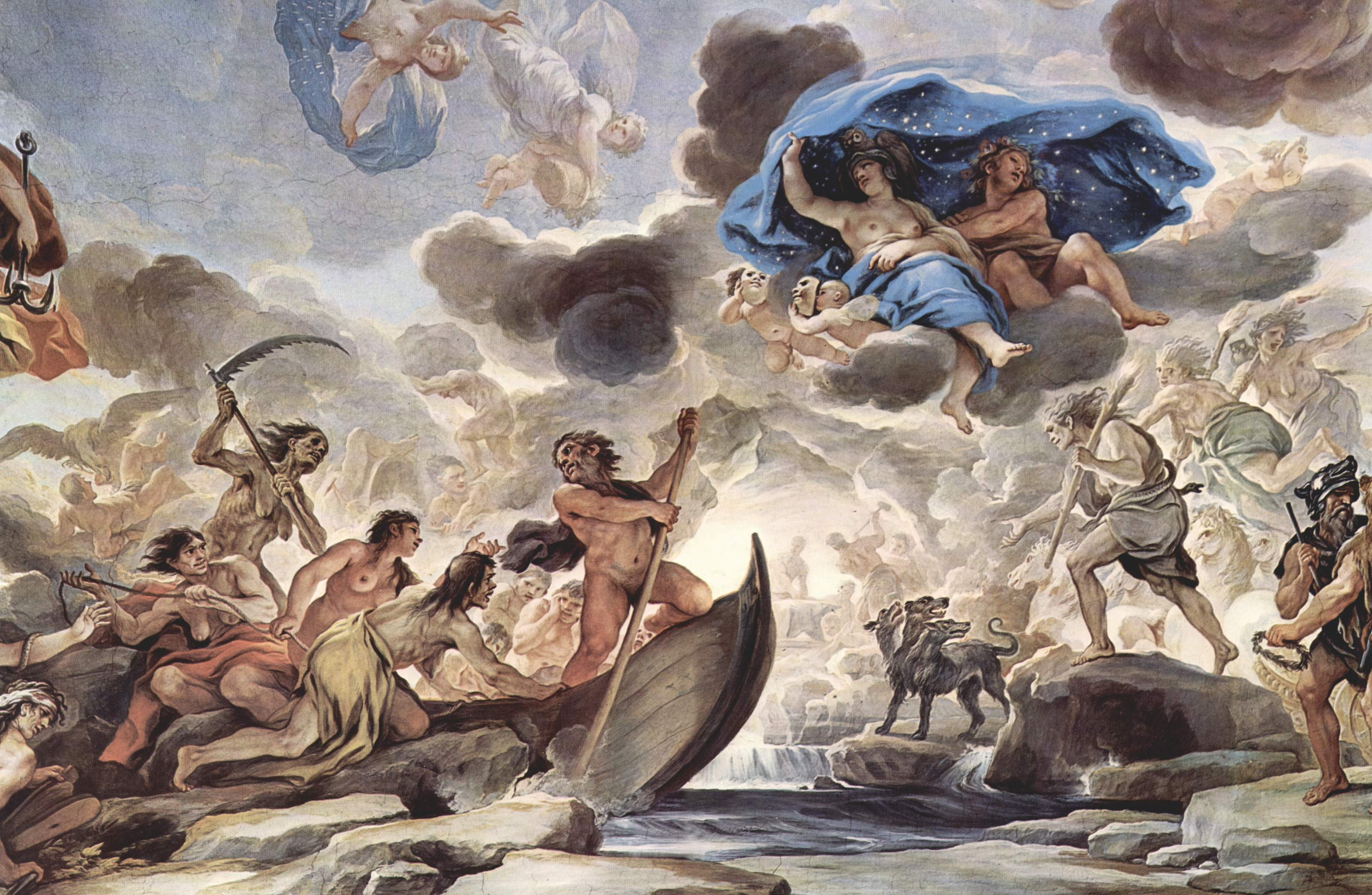
Барка Харона и переправа в мир иной на фреске Луки Джордано

Психопо́мп (др.-греч. ψυχοπομπός — «проводник душ»), также психаго́г (ψυχαγωγός — «ведущий души») — первоначально: проводник душ умерших в подземное царство мёртвых в древнегреческой мифологии; «Психопомп» чаще всего употреблялось как прозвище (эпиклеса) бога Гермеса.
Роль психопомпа, проводника душ умерших в загробный мир, существует во многих религиях. В качестве психопомпа могут выступать духи предков, сверхъестественные существа, часто в образе животных или птиц, божества, ангелы, обладающие особыми способностями люди. Так, в разных видах шаманизма функция проводника душ в загробный мир — одна из основных для шамана.
Психопомп в аналитической психологии Юнга — психический фактор, который является посредником между сознанием и сферой бессознательного. Психопомп символически олицетворяется во снах в виде мудрого старца или старухи, а иногда и в качестве животного-помощника, например Серого волка.

## Описание
Роль проводника — не свершение суда над умершим, а предоставление безопасного прохода.
Психопомпом может быть не только сверхъестественное существо в образе животного или птицы, но и животное, которое после принесения в жертву во время похоронного обряда должно помочь добраться до загробного мира, например — конь.
В шаманизме роль психопомпа может включать в себя не только сопровождение души умершего на тот свет, но и возвращение оттуда похищенной души заболевшего; а также помощь при зачатии или рождении, введение души ребёнка в мир.
При сопровождение души умершего целью психопомпа может быть не только помощь духу умершего, но и защита от него живых (алтайские шаманы); как психопомп может рассматриваться и существо, похищающее душу (греческие гарпии, уносящие души в царство мертвых).

## Шаманизм
В шаманизме разных регионов и народов функция проводника душ в загробный (обычно — нижний, подземный) мир, наряду с функцией целителя — одна из основных для шамана, некоторыми исследователями она выделяется как самая главная. Это остается верным даже у народов, у которых многие функции шаманов отошли родовым жрецам. Многие народы Сибири верят, что без помощи шамана душа умершего не сумеет добраться до того света, либо сможет забрать с собой души еще живых членов рода. Согласно нанайскому мифу, шаманы были специально созданы для того чтобы люди могли умирать и переходить в иной мир. Иногда психопомп сопровождает души не по одной, а все души умерших рода за какой-то срок сразу. Сопровождение души умершего в иной мир, как правило, описывается как «волшебный полет» в нижний (либо верхний) мир при помощи подчиненных шаману духов, для чего шаман камланием вводит себя в состояние транса. Это путешествие может считаться опасным для шамана, при наличии такого представления за сопровождение душ берутся только наиболее «сильные» шаманы. У некоторых народов шаман выполняет свою функцию психопомпа не в состоянии транса, а во время сна. Путешествие в иной мир может предприниматься не только для сопровождения души умершего, но и для освобождения и возвращения из иного мира одной из душ больного, похищенной злыми духами (такое похищение считается причиной заболеваний); у некоторых народов — сопровождения из верхнего мира душ для ожидаемых детей; в легендарных случаях (например, в манчжурской «Книге о шаманке Нишань») — для оживления мертвого. Для того, чтобы защитить от злых духов сопровождаемую душу и не дать ей потеряться либо сбежать по дороге, шаман может втягивать чужую душу в себя или прятать ее в специально предназначенные для этого вместилища; так, в костюм нанайского шамана входил набор мешочков для душ.

## Греческая мифология

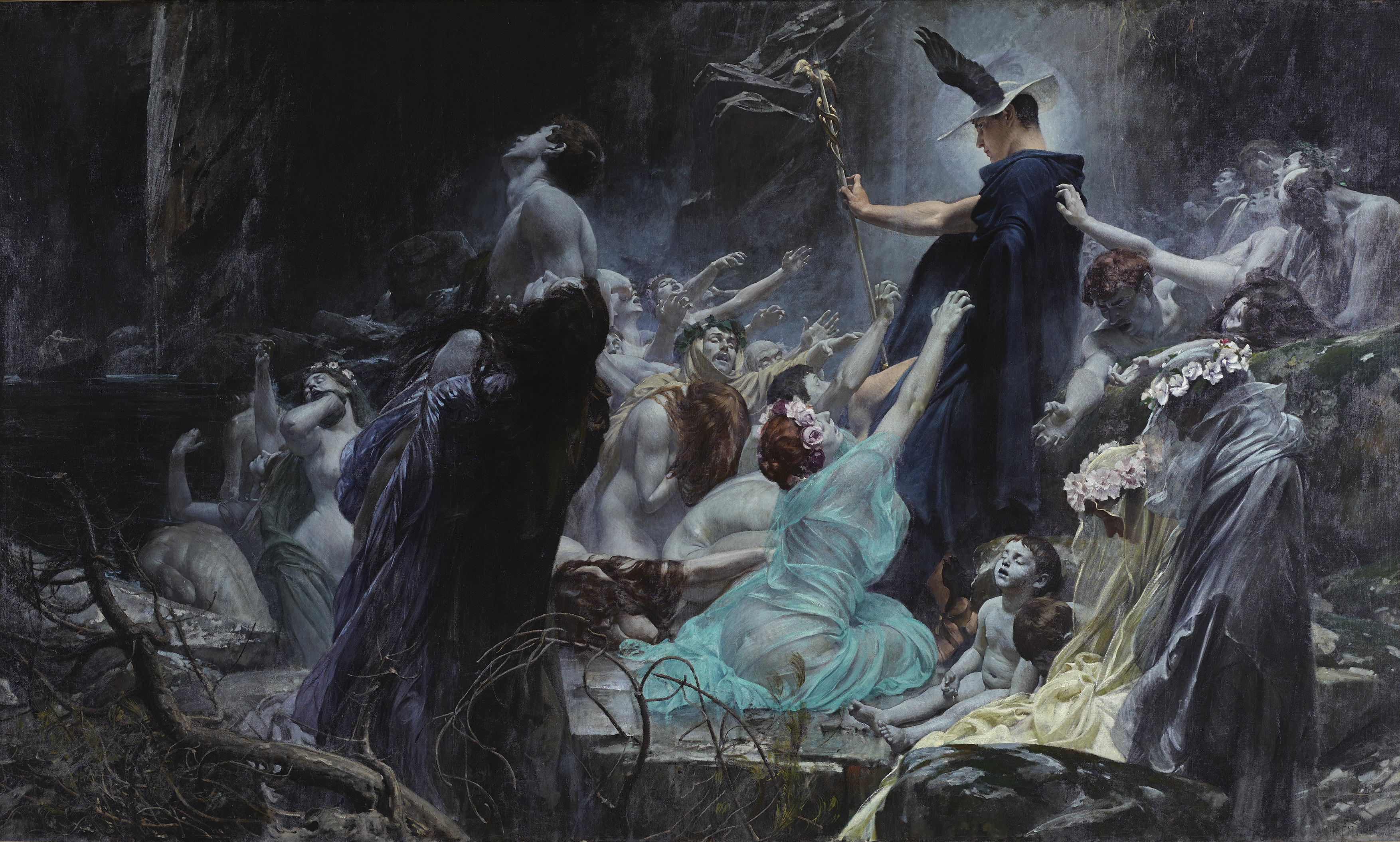
Гермес на картине А. Хиреми-Хиршля «Души на берегах Ахерона»

По наиболее старым древнегреческим мифам, зафиксированными, в частности, у Гомера, бог смерти, верховный бог подземного царства, Аид сам сторожил своё царство; души сами добирались до царства мертвых разными путями, и чтобы душе попасть внутрь, требовалось похоронить тело; но Аид мог забрать душу умершего на своей колеснице. В архаический период (VIII—VI века до н. э.) концепция загробной жизни сильно изменилась. В это время возник образ покровителя путешественников Гермеса, указывающего путь странникам, как психопомпа, новой функцией которого становится сопровождение душ умерших в Аид. По этой роли Гермес получил прозвище (эпиклесу) «Психопомп». В классический период (V—IV вв. до н. э.), представление о роли Гермеса-психопомпа усложняется. С распространением некромантии, помимо сопровождения души умершего в Аид, ему приписывается помощь душе для временного возврата к жизни, и в целом роль посредника между миром живых и миром мертвых.
Одновременно с представлением о Гермесе-психопомпе, существовало представление о Аиде, загоняющем своим жезлом тени умерших (см. у Пиндара Olymp. 9, 35).
Различные мистические секты, в частности, орфики, для помощи душе на длинном и изобилующем препятствиями пути, предлагали своим посвященным своеобразный путеводитель по загробному путешествию, с подробными инструкциями; функцию психопомпа, таким образом, переходила к тексту.
Хотя Гермес назывался единственным богом, который может спуститься в подземный мир и вернуться оттуда, в представлении древних греков функции помощи и сопровождения мертвых выполняли и другие божества.
В диалоге «Федон» (см.) Платон рассказывает, что в царство мертвых ведет множество трудных дорог, отчего душе и нужен проводник; и после смерти, дух-покровитель каждого человека, даймон, сопровождает душу умершего на суд, после которого уже другие проводники отводят ее в Аид. При этом души преступников не могут найти себе проводника, а души праведников получают в спутники и проводники богов.
В качестве психопомпа упоминались Аполлон, и перевозчик душ умерших через реку Харон, образ которого возник позднее Гермеса-психопомпа.
В качестве психопомпов выступали также Геката, Морфей и Танатос.
Представления Древней Греции о загробном мире и посмертном путешествии души, образы Гермеса-психопомпа и перевозчика мертвых Харона повлияли на этрусков и Древний Рим, а через римских авторов — на средневековую европейскую культуру.
Психопомпом именовался также вызывающий тени умерших, а само вызывание умерших называлось психопомпией.

## В других религиях
В египетском пантеоне роль психопомпа выполняли Анубис; а также Гор и Нейт. В Шумеро-аккадской мифологии — Намтар. В индуизме — Агни и Пушан. В японской мифологии — Эмма.
В римской мифологии психопомпом выступал аналог Гермеса — Меркурий.
В исламе эта роль принадлежит ангелу смерти Азраилу.

### Зороастризм
В древних дозороастрийских верованиях иранских народов бог Вайу помогал благочестивым душам перейти через мост, ведущий в рай.
В Гате «Уштаваити» (Ясна 46) рассказывается, что Зороастр лично поведет праведников через Мост Чинват в рай, а вступившие без его помощи на мост грешники навечно окажутся в аду. Это представление о Зороастре, как психопомпе на границе двух миров, земного и загробного, рассматривается исследователями как восходящий к индоевропейской культурной общности пережиток шаманских элементов древнеиранских дозороастрийских верований.
В Видевдат 19:28-29 описывается, что на третий день после смерти души благочестивых умерших переводит через Мост Чинват в рай прекрасная дева, сопровождаемая собаками; души лживых она ввергает во тьму. Согласно толкованиям, эта дева — даэна, олицетворение веры (совести) человека; согласно другим толкованиям, даэна является как прекрасная дева к праведникам, или в образе безобразной старухи, если человек грешен. Возможно, даэна в ее функции сопровождающей души стала основой образа исламской гурии — спутницы праведных.
Митра в зороастризме свойственны функции посредника, поскольку он занимает середину между Ормаздом и Ариманом; он отождествляется с Аша, который связан с притязаниями верующего на вечное благо.
Также функции психопомпа приписываются Воху Мано.

### Иудаизм
В иудаизме не сложилось единого представления о роли психопомпа и о том, кто именно ее исполняет. Разные еврейские богословы приписывали помощь душам умерших разным фигурам еврейской мифологии и по-разному описывали ее. Так, в средневековом аггадическом сочинении Танхума (мидраш) рассказывается, что ангел ночи Лайла, который в Талмуде описывается как ангел зачатия, сопровождающий каждую душу в этот мир, сопровождает ее и обратно. В сочинении IX-го века Пирке де рабби Элиэзер рассказывается, что пророк Илия на том свете приветствует души праведных у входных врат. Согласно трактату Берешит Рабба, роль привратника выполняет праотец Авраам, при этом он помещается у входа в Геенну для того, чтобы помешать душам евреев спускаться в нее.
Связываются с ролью психопомпа и ангел Михаэль и ангел Габриэль.

### Германо-скандинавская мифология
Павших в бою героев уносят на крылатых конях в небесный чертог Вальхаллу воинственные девы-валькирии, они же прислуживают воинам за столом в чертогах. Валькирии могут как выполнять приказы верховного бога Одина, так и самостоятельно решать, кто из воинов достоин попасть в Вальхаллу. Также как психопомпы могут рассматриваться Бальдр и сам Один.

### Христианство
Коренящаяся в греко-римском представлении о загробном мире идея о посмертном путешествии души, как изобилующем сложностями и опасностями, и о необходимости помощника и проводника в таком путешествии, хорошо отражены у множества ранних христианских авторов. В качестве таких проводников, небесных психопомпов, выступали ангелы; это представление отражено в Новом Завете (Лук. 16:22) и в литургических текстах, в частности — в заупокойной мессе.
Функции психопомпа, сопровождающего души праведников после смерти, в христианстве приписываются также Архангелу Михаилу, особенно в апокрифической литературе, в Византии — в «Житиях святых». В средневековой иконографии распространен сюжет Архангела Михаила, помогающего отлетающей от тела душе, и защищающего душу умершего от дьявола. В качестве психопомпа рассматривается и Святой Петр, как страж райских ворот.

## В литературе
- Вергилий у Данте
- В англосаксонской поэме «Сон о кресте» (англ. Dream of the Rood) проводником-психопомпом выступает крест[31].